# Melania die Jüngere

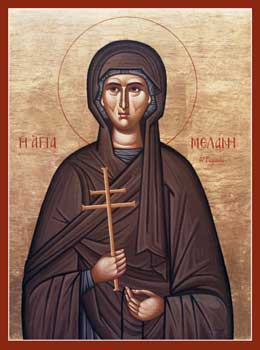
Ikone der heiligen Melania

Melania oder Melanie die Jüngere (alternativ mit dem Namenszusatz von Rom) (* 383 in Rom; † 31. Dezember 439 auf dem Ölberg bei Jerusalem in Palaestina) war eine christliche Heilige.

## Leben
Melania gehörte zur stadtrömischen Oberschicht. Ihr Vater Valerius Publicola war Senator aus der gens Valeria, einer mächtigen und wohlhabenden Familie, und besaß mitten in Rom einen Palast und zahlreiche Landgüter im gesamten Reich. Im Jahr 378 heiratete er die Adelige Albina Ceionia aus der einflussreichen gens Ceionia, aus der auch Ceionius Rufius Albinus stammte, der 335 Konsul war. Melania war vermutlich das einzige (überlebende) Kind dieser Ehe. Sie wurde nach der älteren Melania benannt, ihrer Großmutter väterlicherseits. Diese hatte bereits 372 Rom und ihr einziges Kind Publicola verlassen und sich wie andere adlige Römerinnen wie Paula und deren Tochter Eustochium als christliche Asketin in Jerusalem niedergelassen und dort ein Kloster gegründet.
382 kam Hieronymus als Berater und Sekretär des Papstes Damasus nach Rom, wo er in der kurzen Zeit seines Aufenthaltes starken geistigen Einfluss hatte und viele junge Leute aus den Kreisen des Senatsadels, vor allem auch Frauen, in seinen Bann zog. Er verband dabei die in der römischen Oberschicht tradierten altrömischen Tugenden mit dem christlichen Ideal einer asketischen Lebensführung. Melanias Mutter war tief beeindruckt von ihm. Auch wenn Hieronymus Rom bereits 384 wieder verließ, wuchs Melania mit diesen Idealen auf. Sie erhielt eine gute Ausbildung und sprach neben Latein auch fließend Griechisch.
Obwohl Melania am liebsten als Jungfrau ein asketisches Leben geführt hätte, musste sie auf Druck der Familie im Alter von 13 Jahren heiraten; ihr Mann Pinianus, der ebenfalls aus der gens Valeria stammte, war 17 Jahre alt. Der riesige Besitz sollte so in der Familie gehalten werden. Das erste Kind, eine Tochter, weihte Melania der Jungfräulichkeit. Sie starb als Kleinkind. Als Melania die Entbindung von ihrem zweiten Kind, einem totgeborenen Sohn, nur knapp überlebte, entschied sie sich zur Enthaltsamkeit. Um 400 kehrte ihre Großmutter, die ältere Melania, von ihrem Kloster auf dem Ölberg in Jerusalem nach Rom zurück. Ihrem Einfluss ist wohl Pinians Versprechen zu verdanken, in Zukunft Melanias Wunsch nach Keuschheit zu achten, wie auch die Entscheidung, allen irdischen Wohlstand hinter sich zu lassen und sich ganz dem christlichen Glauben zu widmen.
404 starb Melanias Vater, nachdem er ihr zuvor die Erlaubnis gegeben hatte, das Erbe für fromme Zwecke zu verwenden. Da Melania als Frau nicht geschäftsfähig und ihr Mann noch minderjährig war und unter der Patria potestas stand, konnten ihre Verwandten sie zunächst auf juristischem Wege daran hindern, den Familienbesitz zu verschleudern. Melania wandte sich aber an Serena, die Ehefrau des Stilicho, Heermeisters und eigentlichen Machthabers des weströmischen Reichs. Diese, eine fromme Christin, bat den Kaiser Flavius Honorius, ihren Schwiegersohn, zugunsten der Übertragung des Vermögens einzugreifen. Tatsächlich erließ Honorius in Stilichos Abwesenheit ein Dekret, das die gesetzliche Vormundschaft für das minderjährige Paar aufhob und Melania die Verfügung über ihr Vermögen erlaubte. Dadurch verschlechterte sich das Verhältnis zwischen dem christlichen Kaiserhof und dem teils noch immer polytheistischen Senat. Der von Stilicho nach langen Verhandlungen beigelegte Streit flammte später wieder auf und trug zur Destabilisierung des Reichs bei.
Melania verkaufte ihr Hab und Gut in Rom, ließ rund 8000 Sklaven ihrer Güter, zu denen mindestens 50.000 Sklaven gehörten, frei – die übrigen zogen das gesicherte Dasein der Freiheit vor – und kaufte weitere Menschen aus der Schuldsklaverei frei. Den Rest ihres Besitzes verschenkte sie an Arme, Kirchen und Klöster. Damit wollte sie das biblische Gebot Mt 19,21  befolgen. Nur wenige Jahre vor der Plünderung Roms 410 verließ die Familie begleitet von einem großen Gefolge von Eunuchen, Jungfrauen und Sklavinnen die Stadt und begab sich über Sizilien nach Nordafrika, wo sie überall Landgüter besaß. Ihre ehemaligen Besitztümer in Rom und Umgebung wurden von den Westgoten zerstört.
Gemeinsam mit ihrer Großmutter, ihrem Mann und ihrer Mutter reiste Melania mehrere Jahre lang durch Nordafrika und besuchte berühmte Theologen wie Paulinus von Nola, einen Verwandten, Rufinus von Aquileia, Augustinus und Cyrillus sowie die Klöster und Wüstenvätern – unter denen es auch zahlreiche Frauen gab – in Ägypten. In Thagaste gründete sie eine Kirche und zwei Klöster, eines für 80 Männer und eines für 130 Jungfrauen. In Ägypten unterstützte sie die Wüstenväter finanziell.
417 zog sie zusammen mit ihrem Mann ins Heilige Land. Dort lernte sie auch Hebräisch, um das Alte Testament in seiner Urfassung lesen zu können. Nach Pinianus’ Tod im Jahr 431 lebte sie als Einsiedlerin in einem Zelt am Ölberg, wo sie zu Ehren ihrer Mutter ein Frauenkloster und zur Erinnerung an ihren Mann ein Männerkloster gründete und dort unterrichtete. Diese Klöster dienten der Versorgung der Pilger, aber auch der Armenfürsorge in der Stadt selbst. Sie ließ auch eine Kapelle zur Erinnerung an die Himmelfahrt Christi auf dem Ölberg errichten. Wie ihre Großmutter, ihre Mutter und andere Asketinnen stand Melania im schriftlichen Kontakt mit bedeutenden Theologen wie Augustinus und Johannes Chrysostomos. Allerdings haben sich keine ihrer Schriften erhalten.
436 reiste sie nach Konstantinopel, laut ihres Biografen Gerontius vor allem zu dem Zweck, um ihren Onkel Volusianus, den Praefectus urbi von Rom, vor seinem Tod zum Christentum zu bekehren. Sie traf auch den Kaiser Theodosius II. und die Frauen der kaiserlichen Familie und war der Hochzeit der Kaisertochter Licinia Eudoxia mit dem weströmischen Kaiser Valentinian III. anwesend. Nach Melanias Rückkehr nach Jerusalem besuchte Kaiserin Aelia Eudocia sie auf ihrer Pilgerreise nach Jerusalem.
Am 31. Dezember 439 starb Melania in Jerusalem. Bei ihrem Tod besaß die ehemals reichste Frau des römischen Imperiums noch 50 Goldstücke, die sie dem Ortsbischof Juvenal von Jerusalem für soziale Projekte hinterließ.

## Verehrung
Melania wurde bereits zu Lebzeiten als Asketin, geistliche Lehrerin, Stifterin und Wundertäterin verehrt.
Nicht lange nach ihrem Tod (vor 455) verfasste ihr Schüler, der Priester Gerontius, der auch die Aufsicht und Betreuung ihrer Klöster übernahm, eine Vita über sie. Auftraggeber war ein namentlich nicht genannten Bischof, die Adressaten sind wohl in der asketischen Gemeinschaft zu finden. Bei der chronologischen Darstellung ihres Lebens fehlen alle Kontakte zu häretischen Strömungen ihrer Zeit. Auch Melanias gleichnamige Großmutter ist nicht erwähnt, vermutlich weil diese wegen ihrer Verstrickung in den originistischen Streit und aufgrund ihrer engen Verbindung mit Pelagius und Caelestius selbst in den Verdacht der Häresie geraten war.
Ihre Attribute sind Kohlkopf (Verzicht auf üppiges Essen) und Totenschädel.